# Cooper-Hofstadterova polarizace
Cooper-Hofstadterova polarizace je devátý díl první řady amerického televizního seriálu Teorie velkého třesku. V této epizodě hostují Talbott Lin a Howard Chan. Režisérem epizody je Joel Murray.

## Děj
Leonard se pustil do úklidu a v odpadkovém koši najde pozvánku, v rámci které jsou Leonard a Sheldon zváni k přednesu své práce na akademické konferenci. Sheldon se konference účastnit nechce, Leonard se tedy rozhodne jít bez něj. Oba se díky tomu rozhádají, což se snaží napravit Penny. Celou situaci ale udělá ještě horší. Sheldon se nakonec konference účastní a snaží se Leonarda zdiskreditovat. Oba se začnou hádat a Sheldon se snaží Leonardovi "vyhodit hlavu do povětří" pomocí své mysli, což vyústí v šarvátku. Ta se pak díky Howardovi, který ji celou nahrál na YouTube, stane hitem. Howard se nakonec stane terčem Pennyina hněvu. Na konferenci totiž usne na Howardově rameni, ten je společně vyfotí a fotku vystaví na sociální sítě s textem "já a moje přítelkyně".

## Obsazení
| Johnny Galecki | Leonard Hofstadter |
| Jim Parsons    | Sheldon Cooper     |
| Kaley Cuoco    | Penny              |
| Simon Helberg  | Howard Wolowitz    |
| Kunal Nayyar   | Raj Koothrappali   |
| Talbott Lin    | čínský Leonard     |
| Howard Chan    | čínský Sheldon     |